# Intel
Intel Corporation — найбільша у світі компанія-виробник напівпровідникових елементів та пристроїв, найбільш знана як розробник та виробник x86-серії мікропроцесорів, процесорів для IBM-сумісних персональних комп'ютерів.
Заснована у 1968 році як Integrated Electronics (англ. інтегрована електроніка), розташовується у Санта Кларі, США. Intel також виробляє процесори для вбудованих систем та інших приладів, які відносяться до комунікацій та новітніх технологій. Заснована піонерами напівпровідників Робертом Нойсом та Гордоном Муром, спочатку була знана тільки інженерам та технологам, проте вдала рекламна кампанія «Intel Inside», проведена у 1990-х, зробила її, та її процесори Pentium практично загальновживаними словами.
Intel була розробником SRAM (статичний) та DRAM (динамічний) чипів пам'яті, що і забезпечило її провідний стан у бізнесі на початку 1980-х років. Тільки після створення першого комерційного мікропроцесору 1971 року для персонального комп'ютера, Intel визначила головний напрямок своєї діяльності. Протягом 1990-х років компанія витратила багато грошей на розробку нового мікропроцесора та для прискорення розвитку комп'ютерної індустрії. В цей період Intel стала де факто монопольним постачальником мікропроцесорів для ПК, та була знана як своєю агресивною тактикою в захисті своїх позицій на ринку, так і боротьбою з Microsoft за контроль над процесом розвитку всієї комп'ютерної індустрії.

## Історія
Intel заснували у 1968 році Гордон Мур (хімік та фізик) і Роберт Нойс (фізик та співвинахідник інтегральної мікросхеми) коли вони обидва покинули компанію Fairchild Semiconductor. Конкурент Intel, AMD, була заснована членами зрадницької вісімки, які також пішли з Fairchild Semiconductor, але у 1969 році. Четвертим працівником Intel став Енді Гроув (хімік-інженер), який керував компанією протягом всіх 1980-х та на підйомі у 1990-х роках. Гроув тепер згадується як ключовий бізнес-керівник та стратег. Наприкінці 1990-х років Intel була однією з найбільших та найуспішніших компаній у світі, хоча жорстка конкуренція у напівпровідниковій індустрії з того часу не зменшується.

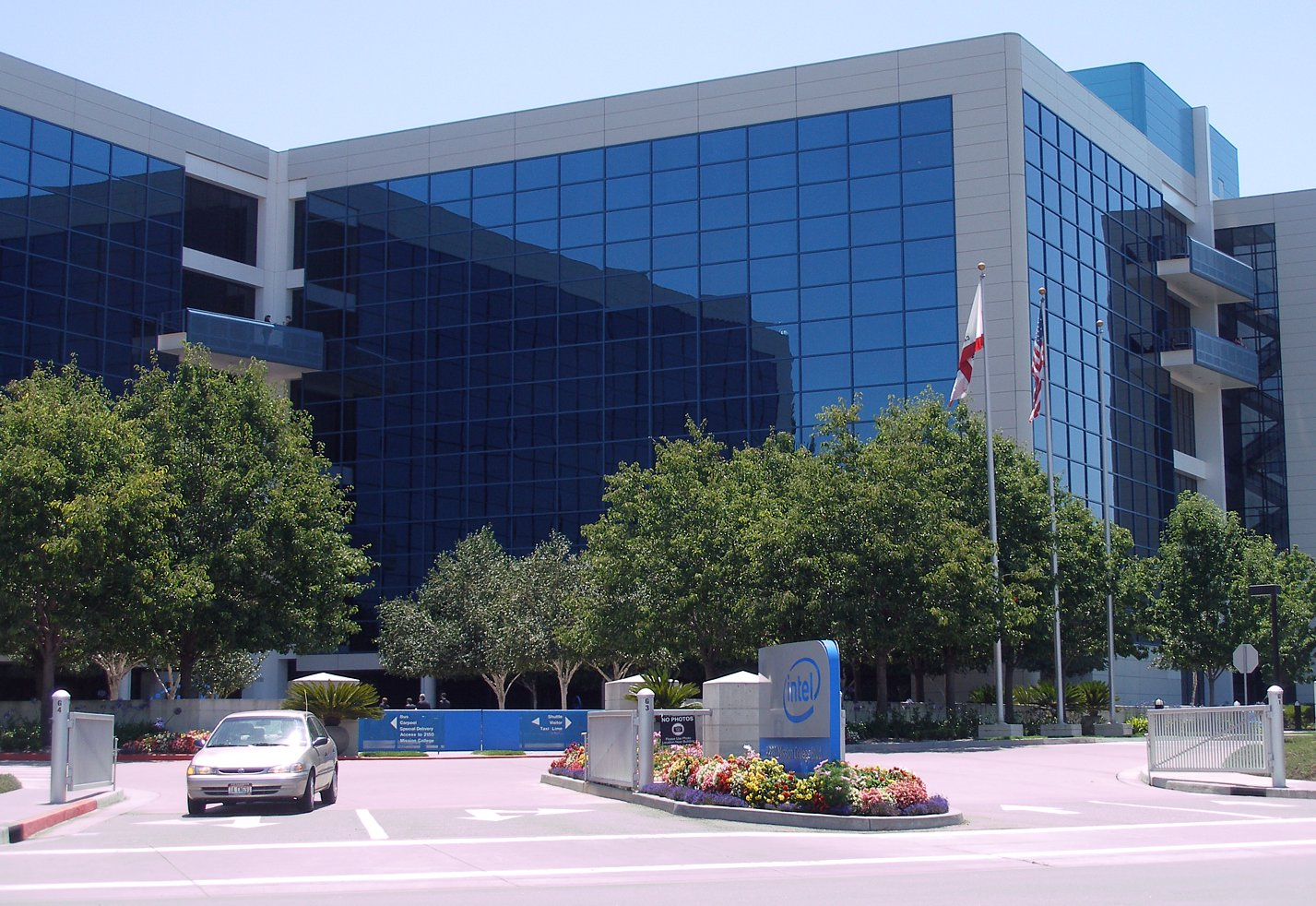
Штаб Intel у Санта Кларі

 Intel пройшла через декілька окремих етапів розвитку. Спочатку вона була знана завдяки транзисторам власного виробництва, а її головним продуктом був чип статичної оперативної пам'яті (SRAM). Intel зростала протягом 1970-х розвиваючись та покращуючи виробничий процес та збільшуючи кількість продуктів, залишаючись лідером у виробництві пам'яті. Коли Intel створила перший мікропроцесор у 1971, її головним продуктом поступово став чип динамічної оперативної пам'яті (DRAM). Тим не менш, зростаюча конкуренція із японськими виробниками транзисторів у 1983 році привела до різкого падіння прибутковості ринку. Тоді несподіваний успіх персонального комп'ютера від IBM запевнив тодішнього керівника Грова переорієнтуватись на мікропроцесори та змінити фундаментальні основи бізнес-моделі. Наприкінці 1980-х це рішення довело свою ефективність, і Intel отримала 10-річний період безпрецедентного росту як провідний (та найприбутковіший) постачальник комп'ютерних комплектуючих. Після 2000 року, зростання через виробництво передових мікропроцесорах уповільнилось, та конкуренти відвоювали значну частину ринку, що зменшило домінуючі позиції Intel. На початку 2000-х тодішній голова Крег Баррет спробував розширити бізнес-зацікавлення компанії поза межами напівпровідників, але тільки деякі з цих напрямків врешті решт стали успішними. У 2005 та 2006, теперішній керівник Пол Оттеліні реорганізував компанію, спрямувавши її на ядро процесора та анонсував серію різких зменшень у розмірі робочої сили, що в кінцевому рахунку зменшить розмір компанії приблизно на 10 %.
У вересні 2006 року компанія Intel мала близько 100 000 працівників та 200 філій по всьому світу. Її прибуток у 2005 році склав $38,8 млн.
В 2012 році корпорація Intel та компанія InterDigital (обидві США) оголосили про те, що частина дочірніх структур компанії InterDigital підписали остаточну угоду про продаж Intel близько 1700 патентів і патентних заявок за $375 млн. Угода також включала продаж патентів, які були, в основному, пов'язані з технологіями бездротового зв'язку 3G, LTE і 802.11.
У 2015 році Intel поглинув компанію Altera, яку придбав за $16,7 млрд.
До кінця 2025 року компанія Intel планує скоротити чисельність співробітників до 75 тисяч осіб — це на 22 % менше, ніж у 2024 році.

### SRAM та мікропроцесори
Першими продуктами компанії були мікросхеми пам'яті довільного доступу. Intel стала лідером у жорсткій конкуренції ринків DRAM, SRAM, та ROM протягом 1970-х. Команда інженерів Intel, ядро якої склали Марсіан Гофф, Федеріко Феґґін та Стенлі Мазор, а також інженер компанії Busicom Масатоші Шіма розробили перший однокристальний мікропроцесор Intel 4004 (представлений на загальний ринок 15 листопада 1971 року). Початковим завданням проєкту мікропроцесора була розробка інтегральної схеми для заміни багатьох спеціалізованих інтегральних схем у калькуляторах Busicom.
Мікропроцесори не стали основою бізнесу Intel до середини 1980-х. (Примітка: Intel часто згадують разом з Texas Instruments через майже одночасний винахід мікропроцесора.)

### Від DRAM до мікропроцесорів
У 1983 році, на світанку ери персональних комп'ютерів, прибутки Intel почали зменшуватись через японських виробників чипів пам'яті, і тодішній президент компанії Енді Гроув вирішив сфокусувати увагу компанії на мікропроцесорах. Гроув описав цей перехід у книзі Виживе тільки параноїк. Ключовим елементом книги була ідея, а згодом чіткий план, як стати єдиним постачальником популярного процесору Intel 8086.
Тоді виробництво комплексних інтегральних схем було не достатньо надійним для замовників, щоб можна було залежати від єдиного постачальника. Але Гроув почав виробництво процесорів на трьох різних фабриках, та зупинив ліцензування архітектури чипів конкурентам, таким як: Zilog та AMD. Коли ПК-індустрія переживала бурхливий ріст наприкінці 1980-х та 1990-х, Intel стала однією з тих, хто отримав найбільші прибутки.

### Процесори x86 та IBM PC
Незважаючи на виняткову важливість мікропроцесора, 4004 та його продовження 8008 та 8080 не були головною статтею прибутку Intel. Після того, як наступний процесор 8086 (та його варіант 8088) були готові у 1978 році, Intel розпочала велику рекламну кампанію цих чипів під назвою «Operation Crush», та планувала залучити стільки замовників, скільки лише можливо. Перемога у дизайні архітектури IBM PC, незважаючи на свою важливість, не була повністю реалізована на той час.
IBM представила свій персональний комп'ютер у 1981 році, який швидко став дуже успішним. У 1982 році Intel створила мікропроцесор 80286. Тим не менш, IBM вирішила не використовувати його, натомість спробувала зробити власний x86 процесор під ліцензійною угодою з Intel. Compaq, перший виробник IBM PC-клонів, у 1985 році випустила настільну систему, засновану на швидкому 286 процесорі та у 1986 продовжила першою системою на 80386 процесорі, перевершуючи IBM та встановлюючи конкурентні відносини на ринку ПК-сумісних систем, та зробила Intel ключовим постачальником компонентів.

#### Intel 80386
В цей період Гроув раптово покинув компанію, перед тим згорнувши більшість її бізнесу з DRAM та спрямувавши сили на ринок мікропроцесорів. Мабуть, найважливішим було рішення бути єдиним виробником 386 мікропроцесорів. До цього виробництво мікропроцесорів було у зародковому стані, та різні виробничі проблеми часто зменшували виробництво чи навіть зупиняли його, перериваючи поставки до замовників. Для того, щоб зменшити ризик, ці компанії наполягали на тому, що урізноманітнення виробників вони використають для безперервного постачання. Процесори серій 8080 та 8086 вироблялись декількома компаніями, зокрема Zilog та AMD. Гроув вирішив не продавати ліцензію на виробництво 386 процесора іншим виробникам, натомість запровадив виробництво на трьох різник фабриках у Санта Кларі (CA), Хілсборо (OR), та Феніксі (AZ), запевняючи замовників в тому, що це забезпечить поставки процесорів. Коли успіх комп'ютера Compaq Deskpro 386 встановив 386 процесор як найкращий вибір серед процесорів, Intel отримала позицію майже ексклюзивного лідера, як його постачальник. Прибутки від цього стрімкого розвитку завдяки архітектурі та великим виробничим можливостям цього розвиненого на той час процесора зробили Intel беззаперечним лідером на ринку до початку 1990-х.

#### 486, Pentium та Itanium

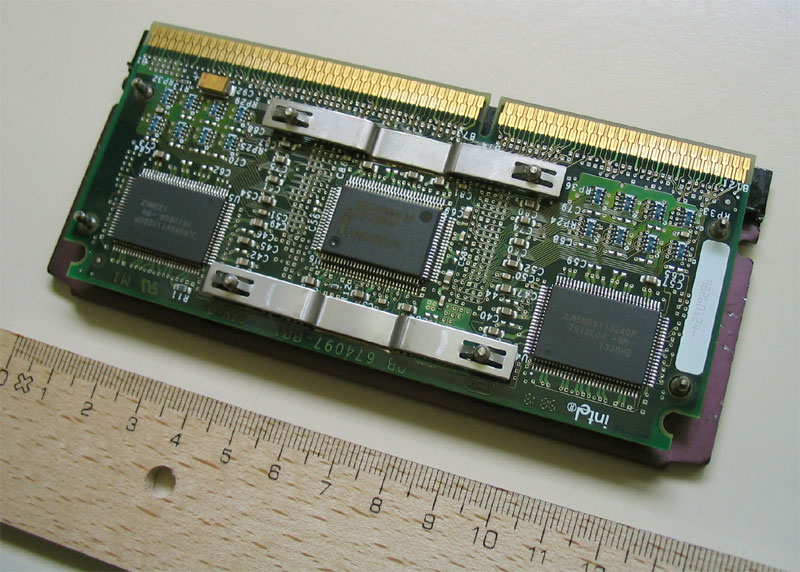
Процесор Intel Pentium II

Intel представила 486 мікропроцесор у 1989 році, та у 1990 офіційно затвердила другу команду інженерів, які паралельно проєктували процесори під кодовими назвами «P5» та «P6», та пропонувала нові процесори кожні два роки, попри те, що розробка процесорів тривала більше чотирьох років. Р5 був представлений у 1993 р. як Intel Pentium, замінивши старі номери на назву торгової марки (числа, наприклад 486, не можуть бути торговими марками). Р6 вийшов у 1995 р. як Pentium Pro, його поліпшена версія Pentium II у 1997 р. Нові архітектури були в розробці у Санта Кларі (Каліфорнія), Хілсборо (Орегон), Хайфа (Ізраїль).
Команда розробників з Санта Клари зробила у 1993 р. наступний крок у розвитку х86 архітектури процесором під кодовою назвою «Р7». Перші спроби були закинуті вже через рік, але швидко відновлені у співробітництві з інженерами Hewlett-Packard, хоча Intel швидко взяла на себе більшість відповідальності за розробку. Результатом роботи над 64-бітною архітектурою став процесор Itanium, який був представлений у червні 2001 р. Швидкість роботи Itanium із кодом x86-архітектури не досягла очікуваного рівня, і з самого початку він не зміг конкурувати з 64-бітними розширеннями до звичайних процесорів на х86 архітектурі, які вперше з'явились у AMD (AMD64). Intel продовжує розробляти платформи Itanium та IA-64.
В цей період команда розробників у Гілсборо спроєктувала та представила Pentium Pro у 1995 р. процесор Pentium 4 Willamette (кодові назви P67 та P68), які були названі Pentium 4 та 64-бітне розширення до х86 архітектури, представлене в деяких версіях Pentium 4 та у чипах Intel Core 2.

#### Помилка у Pentium
У червні 1994 року інженери Intel знайшли помилку у операціях з рухомою комою у процесорах Pentium. За певних обставин, молодший байт результату частки двох чисел з рухомою комою був неправильним, що може стати причиною значніших помилок у наступних підрахунках. Intel вирішила виправити помилку у наступних чипах та не оприлюднила її.
У жовтні 1994 року Др. Томас Найслі, професор математики Лінчберзького коледжу самостійно знайшов помилку, та оскільки не отримав відповіді на запит до Intel, 30 жовтня опублікував повідомлення у Інтернеті (). Відомості про баґ швидко розповсюджувались по мережі та перейшли до преси. Оскільки помилку можна було легко виявити звичайному користувачеві (існувала певна послідовність цифр, яку треба було ввести у калькулятор Microsoft, щоб побачити неправильний підрахунок), заяви Intel про те, що ця помилка несуттєва, та «навіть не описка» не були сприйняті багатьма користувачами комп'ютерів. На День Подяки 1994 року New York Times надрукувала статтю журналіста Джона Маркофа, у якій приверталась загальна увага до цієї помилки. Intel змінила позицію та запропонувала замінити кожен проблемний чип. Це коштувало Intel $500 млн збитків у 1994 році.
Парадоксально, але «Pentium flaw» (англ. Помилка у Pentium), реакція Intel на неї, та висвітлення проблеми у ЗМІ змінило назву Intel від знаного тільки професіоналами до загальновідомого слова. На хвилі рекламної кампанії «Intel Inside» (англ. Інтел всередині), цей епізод деким вважається позитивним для Intel, бо змусило її більше піклуватись про кінцевого користувача та забезпечувати більшу обізнаність для загалу, уникнувши (для більшості користувачів) тривалого негативного враження.

#### Intel Inside, Intel Systems Division, та Intel Architecture Labs
Під час цього періоду Intel започаткувала дві великі програми підтримки, які змогли гарантувати успіх їхнім процесорам. Перша — це широковідома рекламна кампанія та просування торгової марки Intel Inside. Вона зробила Intel, яка була маловідомим поза IT-індустрією постачальником компонентів, загальновідомою. Друга програма маловідома: Intel's Systems Group на початку 1990-х почала виробництво материнських плат, головного компоненту персонального комп'ютера, яка вже містила процесор та пам'ять. Через деякий час Intel почала виробництво повністю зібраних системних блоків для компаній-виробників IBM-клонів, які почали з'являтись у великій кількості. Intel досягла піку у середині 1990-х, коли виготовляла більше 15 % всіх ПК, ставши третім за величиною постачальником на той час. Виготовляючи передові материнські плати, Intel тим самим притиснула інших виробників, щоб ті швидше почали виробляти системи з найновішими мікропроцесорами та системними архітектурами, включно з шиною PCI, USB та іншими інноваціями. Це, в свою чергу, вело до більш швидкої адаптації кожного нового процесора, роблячи конкуренцію ще складнішою для суперників Intel.
Протягом 1990-х років Intel Architecture Labs (IAL) була відповідальна за більшість інновацій у сфері обладнання у персональних комп'ютерах, включно з шиною PCI, шиною PCI Express (PCIe), Universal Serial Bus (USB), бездротовим зв'язком Bluetooth, та домінуючою тепер архітектурою мультипроцесорних серверів. Доробки IAL у сфері програмного забезпечення отримали різноманітніше продовження. Її графічне та відео ПЗ було важливе для розвитку програмного цифрового відео, але пізніше ці здобутки були затьмарені змаганнями з Microsoft. Це змагання було викрите у свідченнях віце-президента IAL Стівена МакГіді у антимонопольній справі проти Microsoft.
Ще одним фактором, який сприяв швидкому поширенню процесорів Intel в цей період був вдалий випуск операційної системи Microsoft Windows, кожна наступна версія якої збільшувала вимоги до ресурсів процесора. Випуски Windows 95, Windows 98, та Windows 2000 надали силу руху для подальшого розвитку комплектуючих.

перший логотип Intel (1968-2006)
другий логотип Intel (1990-2006)
третій логотип Intel (2006-2020)
четвертий логотип Intel (з 2020)

### Торгові марки процесорів Intel
Intel випускала і випускає кілька лінійок x86 процесорів:
- Pentium — довгий час і кілька поколінь основне сімейство для продуктивних комп'ютерів;
- Celeron — бюджетний варіант процесора;
- Xeon та Itanium — серверні чипи;
- Core — основна поточна лінія процесорів;
- Centrino — технологія мобільних платформ Intel;
- XScale — чипи для ручних комп'ютерів та смартфонів.

## Партнерство з Apple
6 червня 2005, генеральний директор Apple Стів Джобс повідомив про перехід комп'ютерів Apple з їх традиційної архітектури PowerPC на розроблену Intel x86-архітектуру. Представлені причини були не дуже чіткими, але містили достатньо великі претензії до нових чипів PowerPC G5. Плани по розвитку PowerPC не могли задовольнити потреби Apple у комп'ютерній потужності. Зокрема, велика енерговитратність процесору G5 і, відповідно, збільшена кількість тепла, яке виділяється процесором, схоже, стало головною причиною, яка не дозволила застосувати цей процесор у одному з ноутбуків Apple. Перший Apple-комп'ютер, який містить процесор від Intel був анонсований на 10 січня 2006 року. Apple планувала перевести на процесори Intel всі свої комп'ютери до кінця 2007 року, але змогла переорієнтуватися на Intel вже на початку серпня 2006 року. Сервер Apple Xserve був оновлений процесором Intel Xeon у листопаді 2006 року та продається у конфігурації, аналогічній до Apple MacPro.

## Керівництво
Роберт Нойс був генеральним директором Intel з часу заснування компанії, якого потім змінив співзасновник Гордон Мур у 1975. Енді Гроув став президентом компанії у 1979 та став генеральним директором у 1987, коли Мур став головою ради директорів. У 1997 Гроув замінив Мура на посаді голови ради, та Крег Баррет, став новим президентом компанії. 18 березня 2005 Баррет передав керівництво Полу Оттеліні, який перед тим був президентом компанії. Гроув зійшов з посту голови ради, але не полишив компанію, а залишився як спеціальний радник.
З лютого 2021 по грудень 2024 року генеральним директором Intel Corporation був Пет Гелсінгер.
З березня 2025 року посаду генерального директора Intel Corporation обійняв Ліп-Бу Тан, який довгий час був членом правління компанії.

## Походження назви
Під час заснування Гордон Мур та Роберт Нойс хотіли назвати свою компанію «Moore Noyce». Ця назва звучала схоже на «more noise» (англ. більше галасу); непідходящу назву для компанії-виробника електроніки, оскільки шум зазвичай асоціюється з великими завадами.
За випадковим збігом обставин, на BBC йшов науково-фантастичний серіал A for Andromeda (1961) та його продовження The Andromeda Breakthrough (1962), у якому була згадка про загадкову транснаціональну компанію з назвою «Intel», яка була задіяна в плані захопити контроль над потужним комп'ютером, сконструйованим на Землі, за наказом іншопланетян.

## Конкуренція
Протягом 1980-х років Intel була серед десяти провідних продавців транзисторів (десята у 1987 році). У 1991 році Intel здобула перше місце і тримає його дотепер. До списку лідерів компаній-виробників електроніки також належать Samsung, Texas Instruments, Toshiba та STMicroelectronics.
Головний конкурент Intel на ринку x86 процесорів є AMD, з якою Intel мала домовленості повного взаємного обміну ліцензіями з 1976 року: кожен з партнерів може користуватися патентами без оплати після проходження деякого часу. Деякі менші конкуренти, такі як VIA та Transmeta виробляють процесори малої потужності для малих комп'ютерів та портативного обладнання.
Збіг двох фактів закінчив це домінування: уповільнення ПК через ріст, який почався у 2000 році та збільшення ринку дешевих ПК. Наприкінці 1990-х потужність процесорів перевищила рівень, який потребувало програмне забезпечення. За винятком найпотужніших серверних систем та програмного забезпечення, попит на якій зменшився з крахом доткомів, користувацькі системи ефективно працювали і на дешевих системах після 2000 року. Стратегія Intel виробляти ще потужніші процесори та висвітлення існуючих процесорів як морально-застарілих спіткнулась, залишаючи можливість для швидкого росту конкурентів, в особливості AMD. Це, в свою чергу, знизило прибутковість процесорів та закінчило еру безпрецедентного домінування Intel на ринку комплектуючих.
У жовтні 2006 року Transmeta подала позов проти Intel за патент, який приховує архітектуру процесорів та енергозберігаючі технології.
Конкуренцію Intel у виробництві чипсетів складають: VIA Technologies, SiS, ATI та NVIDIA. Конкуренти у мережевому апаратному забезпеченні: Freescale, Infineon, Broadcom, Marvell та AMCC; на ринку флеш-пам'яті: Spansion, Samsung, Qimonda, Toshiba, STMicroelectronics та SK Hynix.

## Фінанси
Станом на 8 листопада 2006 року, ринкова капіталізація Intel становила $119 млрд. Її акції продавалися на NASDAQ з позначкою INTC та були учасником наступних індексів: Dow Industrials, S&P 500, NASDAQ-100, PHLX Semiconductor Sector та GSTI Software Index.
Станом на кінець квітня 2024 року, акції Intel впали на 12 % після того, як компанія оприлюднила несприятливий прогноз. За повідомленням агентства Reuters на витрати підприємств компанії немовби впливає штучний інтелект (ШІ). Взагалі протягом 2024 року акції впали приблизно на 30 %, оскільки Intel відстає від конкурентів, що займаються виробництвом мікросхем, наприклад Nvidia, у виробництві передових чипів і компонентів ШІ (AI). Згідно з даними LSEG, Intel прогнозує дохід у ІІ кварталі 2024 року від $12,5 до $13,5 млрд у порівнянні з середньою оцінкою аналітиків у $13,57 млрд.
26 листопада 2024 року Міністерство торгівлі США виділило Intel Corp. федеральні гранти на суму до $7,86 млрд. Фінансування допоможе розвитку оголошених раніше напівпровідникових проєктів Intel Corp. у штатах Аризона, Нью-Мексико, Огайо та Орегон. Згідно повідомлення агентства Reuters, субсидія в розмірі $7,86 млрд є найбільшою серед будь-яких премій згідно із законом 2022 року, спрямованим на збільшення внутрішнього виробництва напівпровідників.

## Intel в Україні
12 грудня 1993 року зареєстровано представництво корпорації Intel в Україні. Окрім функцій сприяння бізнесу Intel в країнах СНД, представництво впроваджує низку освітніх та інших ініціатив в рамках корпоративної соціальної відповідальності, серед яких:
- Програма Intel «Навчання для майбутнього» [Архівовано 25 січня 2012 у Wayback Machine.] (Intel Teach [Архівовано 7 січня 2012 у Wayback Machine.]) впроваджується в Україні з 2003 року. В її рамках за 9 років пройшли підготовку понад 230 000 вчителів та студентів педагогічних ВНЗ;
- Конкурс науково-технічних проєктів для школярів Intel ISEF, до якого Україна приєдналася з 2005 року, коли було започатковано національний конкурс Intel Eco-UKraine, а згодом — Intel Techno-Ukraine;
- Програма Intel «Шлях до успіху»;
- У 2008—2011 роках Intel, ПРООН та волонтери ООН у співпраці з МОН УКраїни, Фондом «Україна 3000» та НГО «Альтернатива V» проводили соціальний проєкт «Соціальна інтеграція молоді»;
- У 2008—2010 роках Intel передав на безкоштовній основі 2000 Classmate PC, нетбуків школяра[недоступне посилання з червня 2019], у 44 ЗНЗ України задля апробації інноваційної концепції Е-навчання «1 учень-1 комп'ютер» [Архівовано 10 січня 2012 у Wayback Machine.];
- У 2009 році Intel Ukraine Microelectronics Ltd. стала переможцем Національного конкурсу «Благодійник року» в номінації «Транснаціональна компанія». [Архівовано 9 жовтня 2014 у Wayback Machine.].

У 2007 Intel Corporation в особі Intel Ukraine Microelectronics Ltd. вступила до Асоціації підприємств інформаційних технологій України. У 2012 році Intel приєдналася до Україно-американської бізнес-асоціації [Архівовано 19 квітня 2022 у Wayback Machine.].
За підсумками 2011 року українське відділення компанії стало призером конкурсу «Ukrainian IT-Channel Award» у номінації «Найкращий вендор апаратного забезпечення».
У травні 2012 року, керівником представництва Intel в Україні, Білорусі та Молдові став Кшиштоф Йонак.

## Блокчейн
У 2022 році Intel почали інвестувати в технологію блокчейн. Компанія зайнялася розробкою чипа для майнінгу криптовалют під назвою Bonanza Mine. Перший чип Intel, який вона називає «прискорювачем блокчейн», планується до випуску до кінця 2022 року.

## Загрози та вразливості
В серпні 2023 року, фахівці корпорації Intel виявили вразливість CVE-2022-40982, відомої як Downfall та для її усунення уповільнили комп'ютери користувачів у всьому світі. Downfall зачіпає споживчі та серверні процесори Intel, починаючи з сімейства Skylake до Rocket Lake. Таким чином більшість користувачів чипів Intel опинилися перед гіпотетичною загрозою, яка гарантовано не стосується тільки власників останніх моделей. В результаті інженери компанії Intel випустили оновлення, яке сповільнило продуктивність процесорів технологічного гіганта. Приводом для таких висновків стали дослідження фахівців видання Phoronix, що висвітлює тематику ОС Linux та програмного забезпечення для цього середовища. Співробітники тестової лабораторії ресурсу провели тести та порівняли продуктивність чипів. Виявилося, що апдейт міг знизити потужність комп'ютерів з урахуванням процесорів Intel до 39 %. Так, у ході тестування Xeon Platinum 8380 та Xeon Gold 6226R продуктивність впала на 6 %, Cascade Lake — 33 %, Core i7-1165G7 — від 11 до 39 % у різних тестах.

## Intel та судові процеси
Домінування Intel на ринку x86 мікропроцесорів призвело до численних антимонопольних позовів протягом всіх років лідерства, включно з розслідуванням Федеральної Торгової Комісії наприкінці 1980-х та у 1999, та громадським акціям, наприклад звернення у 1997 році компанії Digital Equipment Corporation (DEC) та патентне звернення Intergraph. Монополія Intel (одночасно компанія утримувала більше 85 % ринку 32-бітних процесорів) поєднувалося з грубими діями у правових відносинах (як наприклад її відомий позов по 338 патенту  [Архівовано 21 лютого 2007 у Wayback Machine.] проти виробників ПК), що зробило її гарною мішенню для судових позовів, але мало хто добився позитивних результатів.

### Справа про індустріальне шпигунство
Справа про індустріальне шпигунство виникла у 1995 році та втягнула як Intel, так і AMD. Гільєрмо Гаед, аргентинський емігрант, офіційно був працівником і AMD, і Intel, був арештований у 1993 р. за спробу продати архітектури i486 та Pentium у AMD та у деякі іноземні компанії. Гаед записав на відеоплівку дані з екрану свого комп'ютера у Intel та надіслав її поштою до AMD, за що він був заарештований. У червні 1996 року Гаед був засуджений і ув'язнений на 33 місяці.

### FTC проти Intel
16 грудня 2009 року, Федеральна торгова комісія США (FTC) подала позов в суд проти Intel. Комісія звинуватила корпорацію в тому, що та «шляхом тиску, підкупів та погроз припинення співпраці» примушувала виробників ПК, відмовлятись від співпраці з конкурентами. Все це, на думку Комісія призвело до позбавлення споживачів права вибору, а також до маніпулювання цінами та перешкоджанню інноваціям в мікроелектронній промисловості.

### Єврокомісія проти Intel
23 вересня 2023 року, з посиланням на повідомлення пресслужби Єврокомісії, Європейська комісія наклала на американську компанію Intel новий штраф у розмірі 376,36 млн євро ($400 млн) у справі про порушення антимонопольного законодавства, відкритій у 2009 році. Єврокомісія звинуватила Intel у зловживанні своїм домінантним становищем на світовому ринку мікропроцесорів x86 і використанні стратегії витіснення конкурентів за допомогою знижок і обмежень на продажі. У 2009 році Єврокомісія визнала Intel винною у блокуванні доступу компанії AMD на європейський ринок шляхом надання значних знижок виробникам комп'ютерів на свою продукцію. Intel також звинуватили в підкупі продавців техніки, щоб ті відмовлялися продавати комп'ютери з чипами AMD.